# Arrondissement de Kristiine
L’arrondissement de Kristiine (estonien : Kristiine linnaosa) est l’un des huit arrondissements de Tallinn (Estonie).

## Géographie
L'arrondissement de Kristiine borde l'arrondissement de Tallinn-Nord au nord, Kesklinn à l'est, l'arrondissement de Nõmme au sud, l'arrondissement de Mustamäe à l'ouest et l'arrondissement de Haabersti au nord-ouest.
Kristiine est divisé en 3 quartiers: Järve, Lilleküla, Tondi.
La superficie de l'arrondissement est de 7,83 km2, soit 4,9 % de la superficie de Tallinn.
Les zones vertes occupent 0,2 km2 (2,6 % du territoire du de l'arrondissement), elles comprenaient en 2011 4 sites naturels protégés : 3 jardins (adresses : Linnu tee 83, Linnu tee 87, Mõtuse tänav 8) et le parc Löwenruh ainsi que le parc Tondimõisa,..

## Population

### Évolution démographique
| 2004   | 2006   | 2008   | 2010   | 2012   |
| ------ | ------ | ------ | ------ | ------ |
| 29 424 | 29 816 | 29 478 | 29 395 | 30 055 |

| 2014   | 2016   | 2018   | 2020   | 2022   |
| ------ | ------ | ------ | ------ | ------ |
| 31 256 | 31 498 | 32 171 | 32 763 | 32 705 |

| 2024   | - | - | - | - |
| ------ | - | - | - | - |
| 34 269 | - | - | - | - |

### Composition ethnique
Sa composition ethnique est la suivante:
| Groupes ethniques | 2013   | 2020   |
| ----------------- | ------ | ------ |
| Estoniens         | 69,4 % | 70,7 % |
| Russes            | 24,4 % | 21,4 % |
| Ukrainiens        | 2,1 %  | 2,0 %  |
| Biélorusses       | 1,2 %  | 1,0 %  |
| Finnois           | 0,6 %  | 0,7 %  |
| Juifs             | 0,3 %  | 0,2 %  |
| Tatars            | 0,2 %  | 0,2 %  |
| Lettons           | -      | 0,3 %  |
| Autres            | 1,9 %  | 3,6 %  |
| Sources           |        |        |

## Galerie

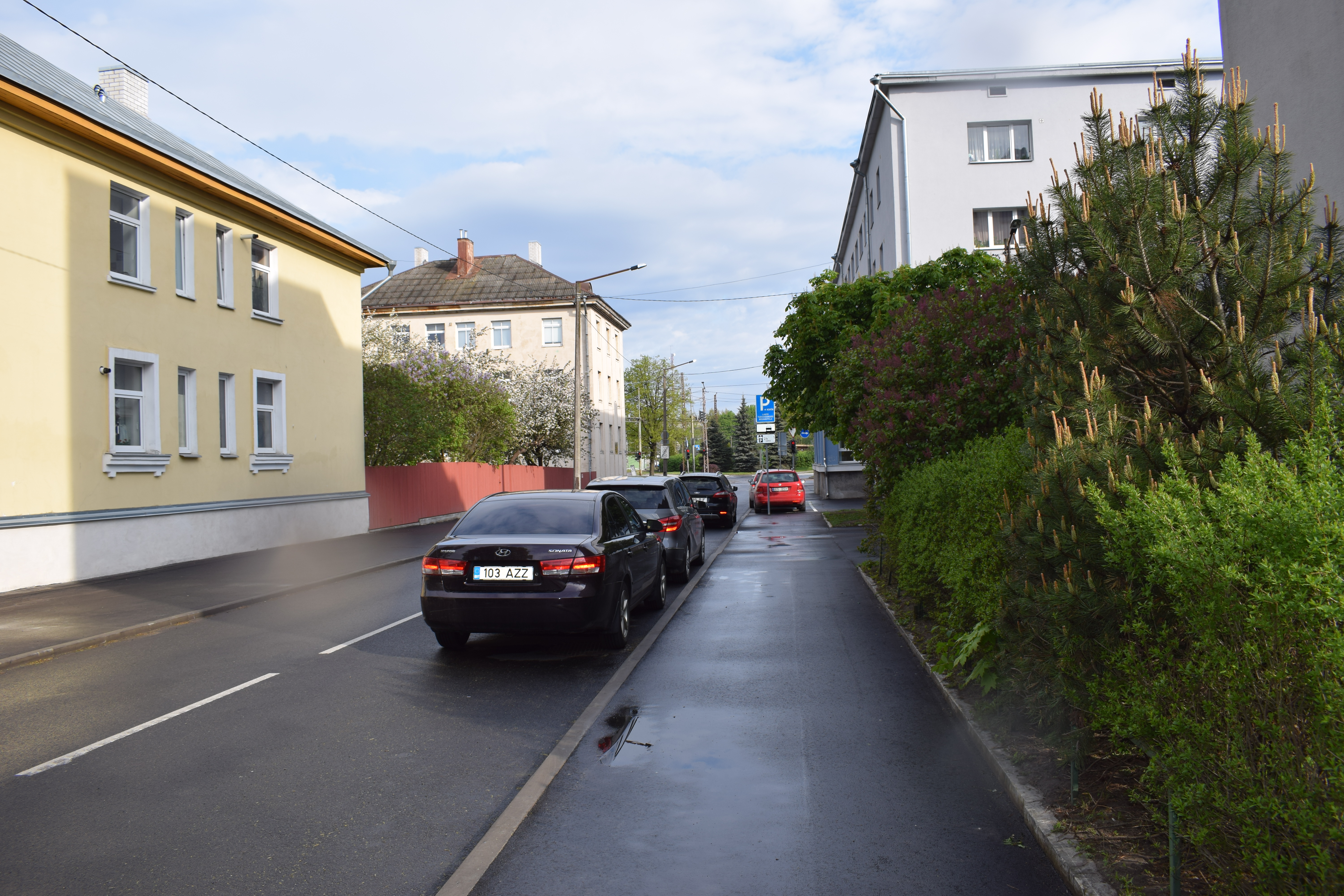
Mooni tänav.
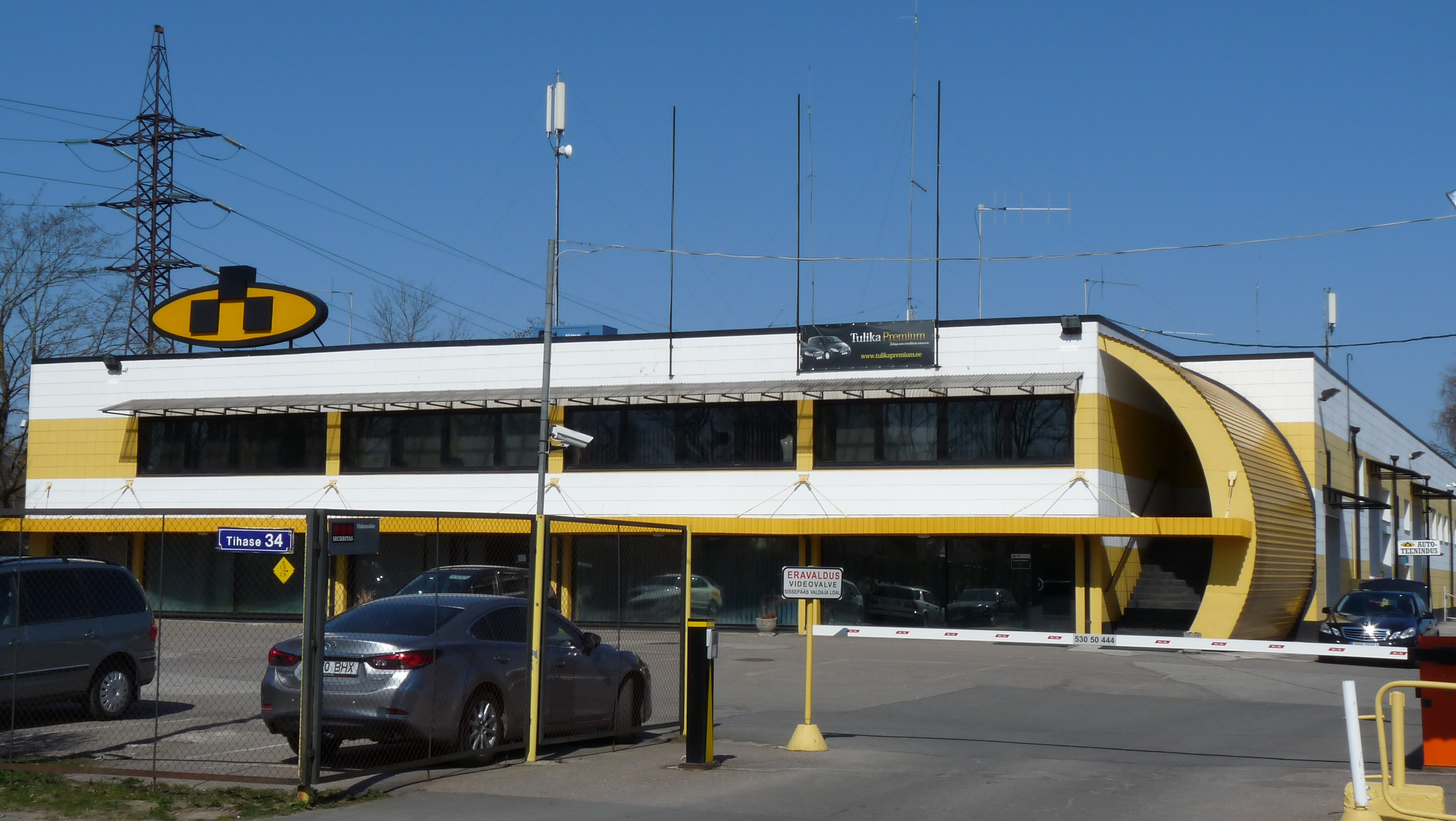
Siège de Tulika Takso.
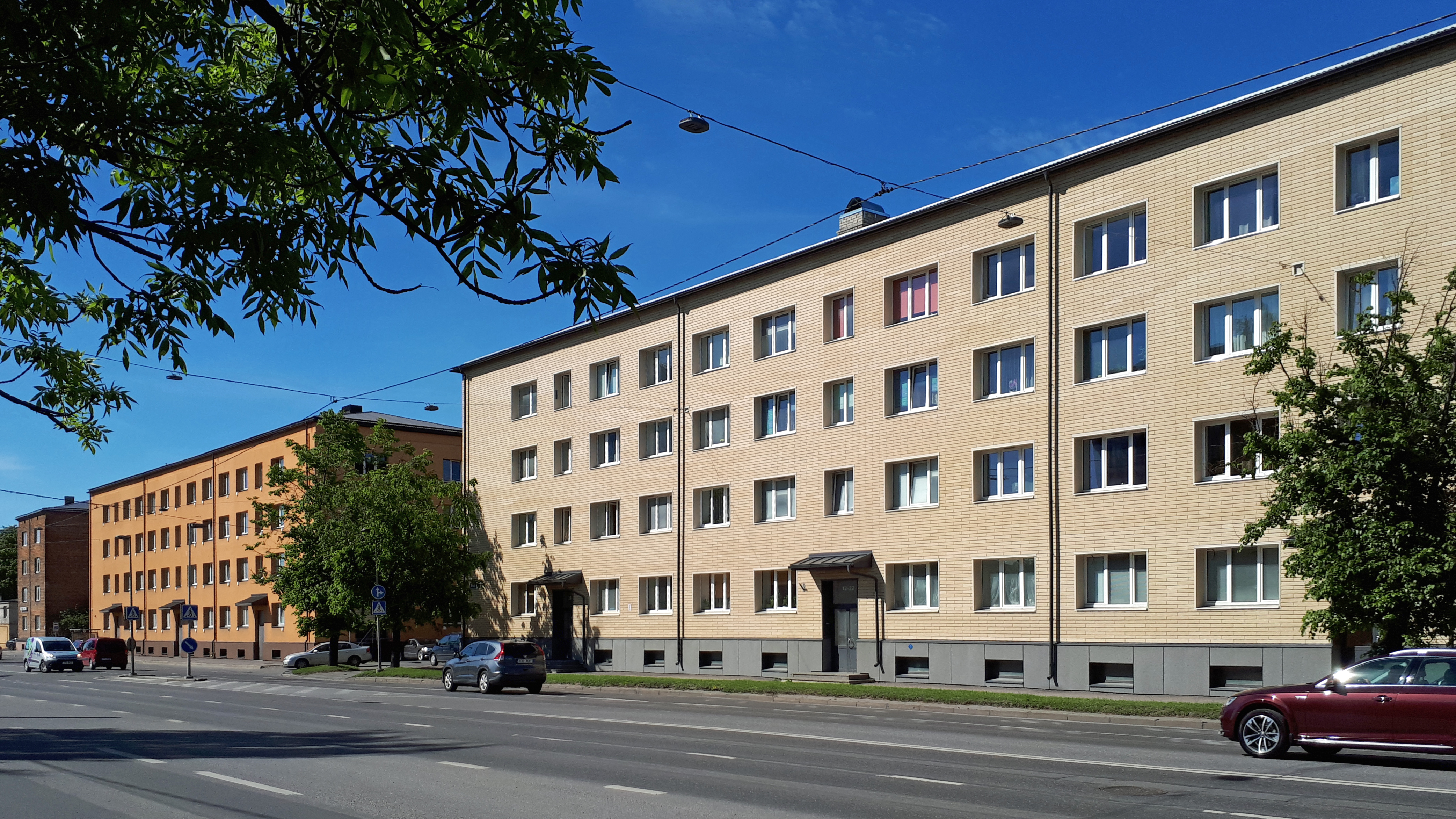
Endla tänav.
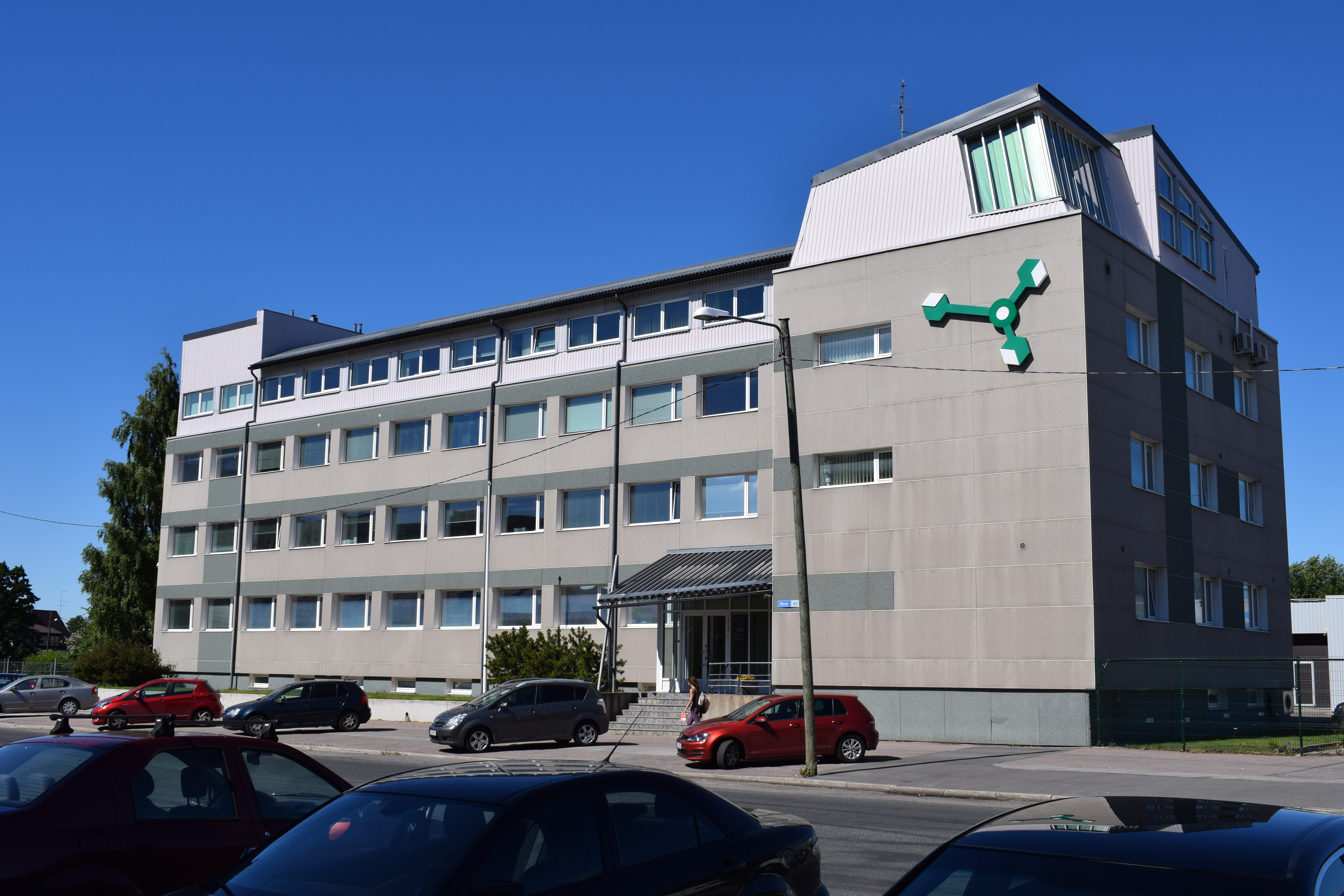
Marja tänav.
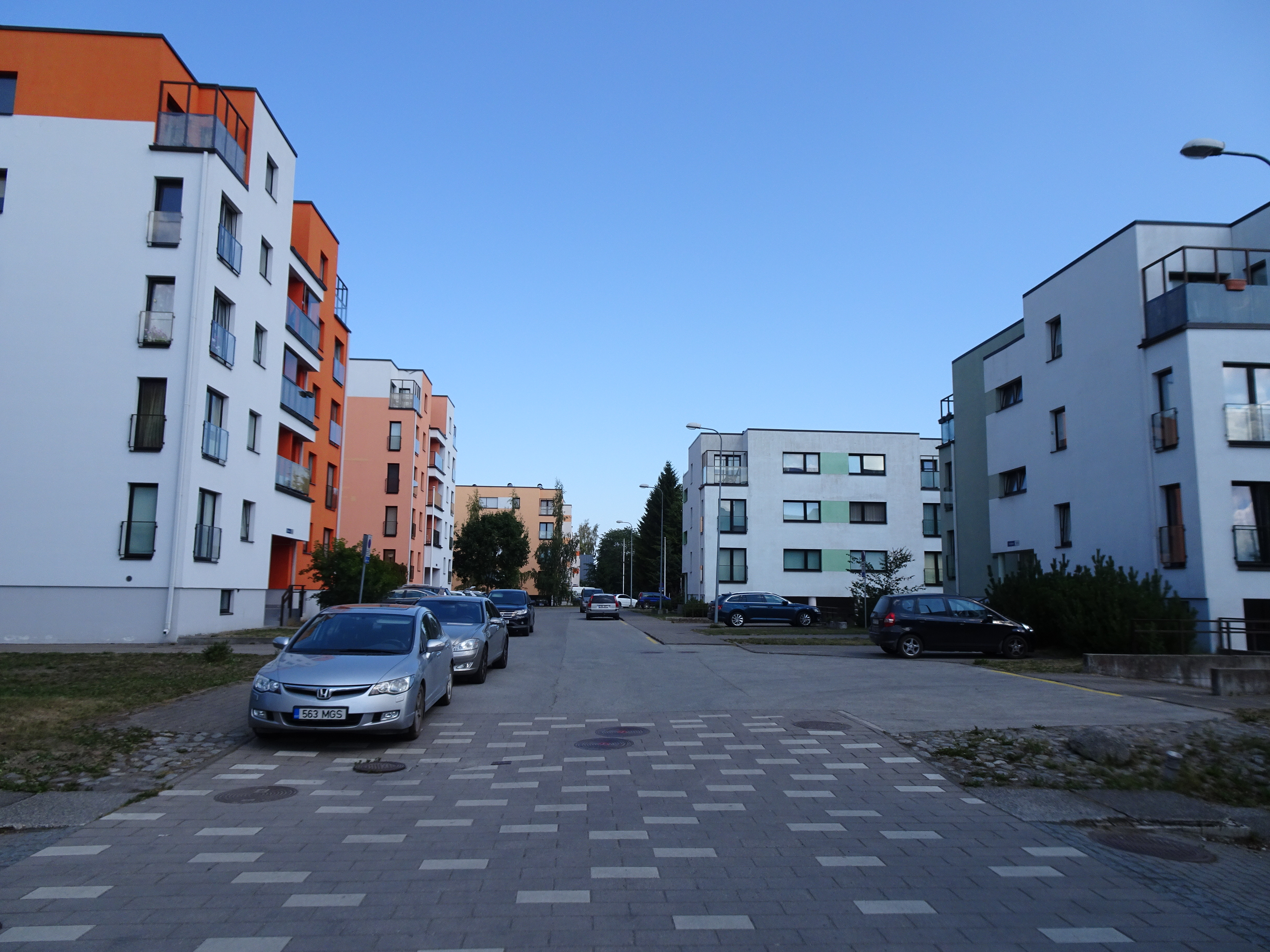
Siidisaba tänav.
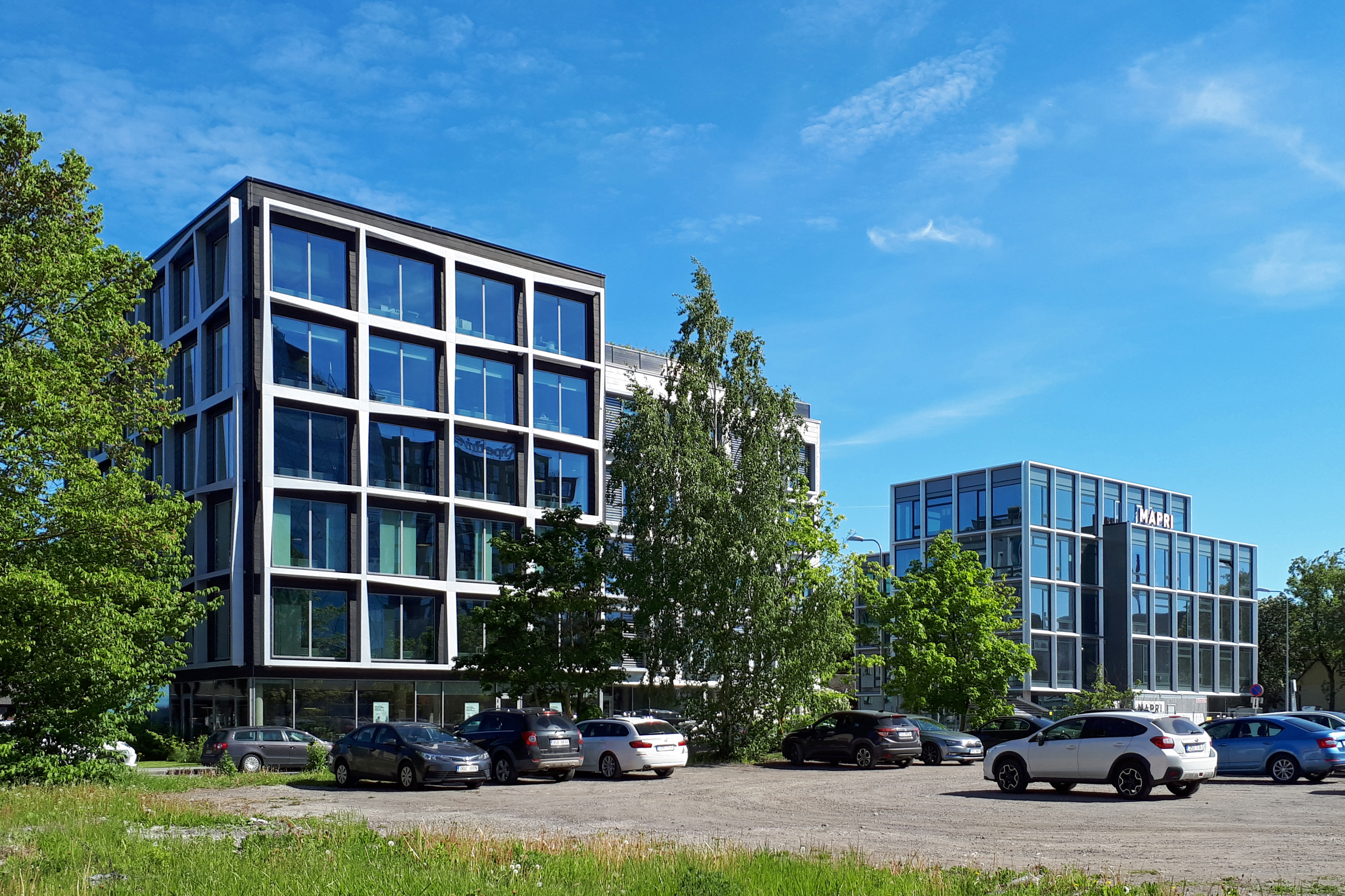
Immeubles de bureaux à Lilleküla.
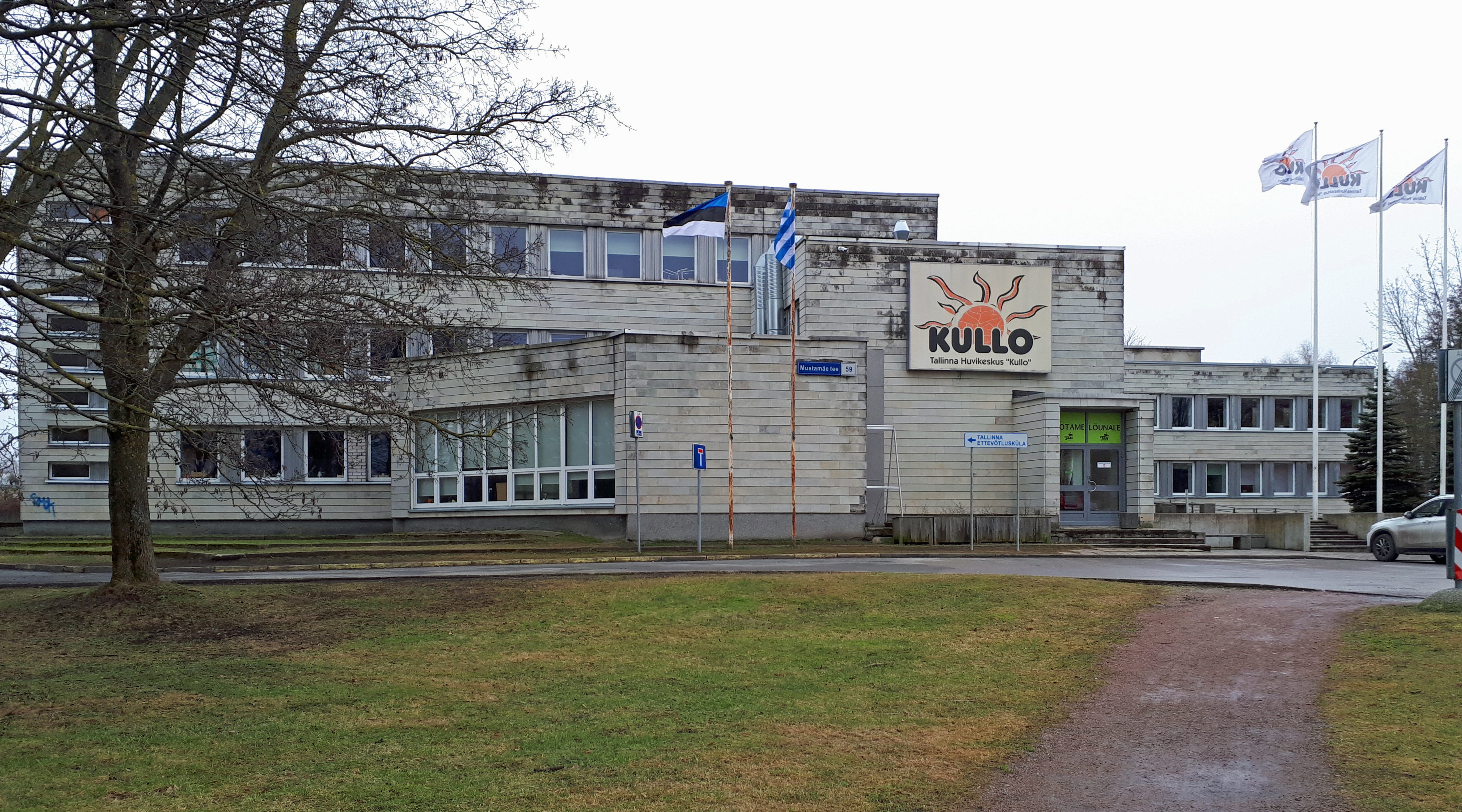
Kullo.
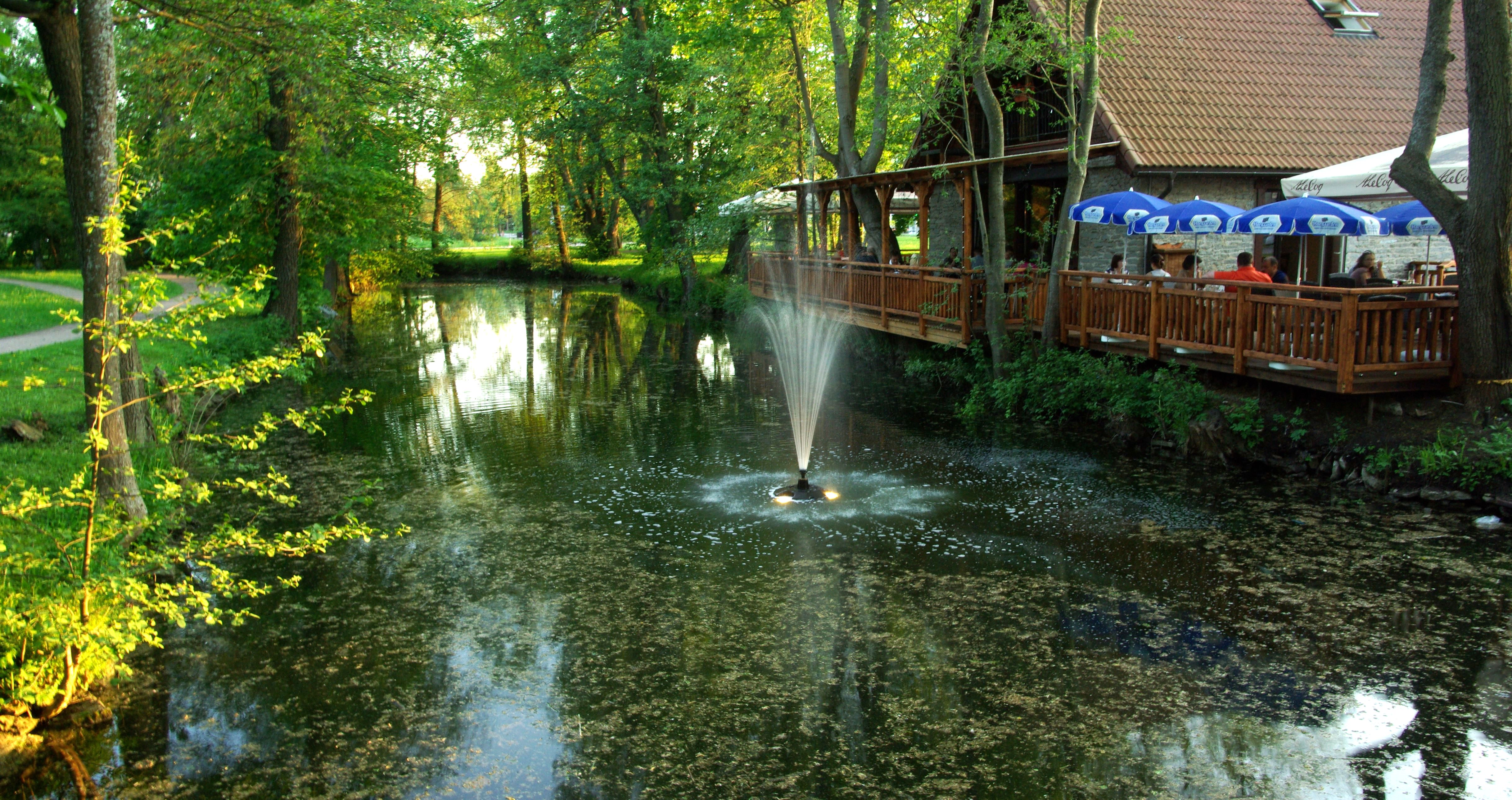
Parc Löwenruh.
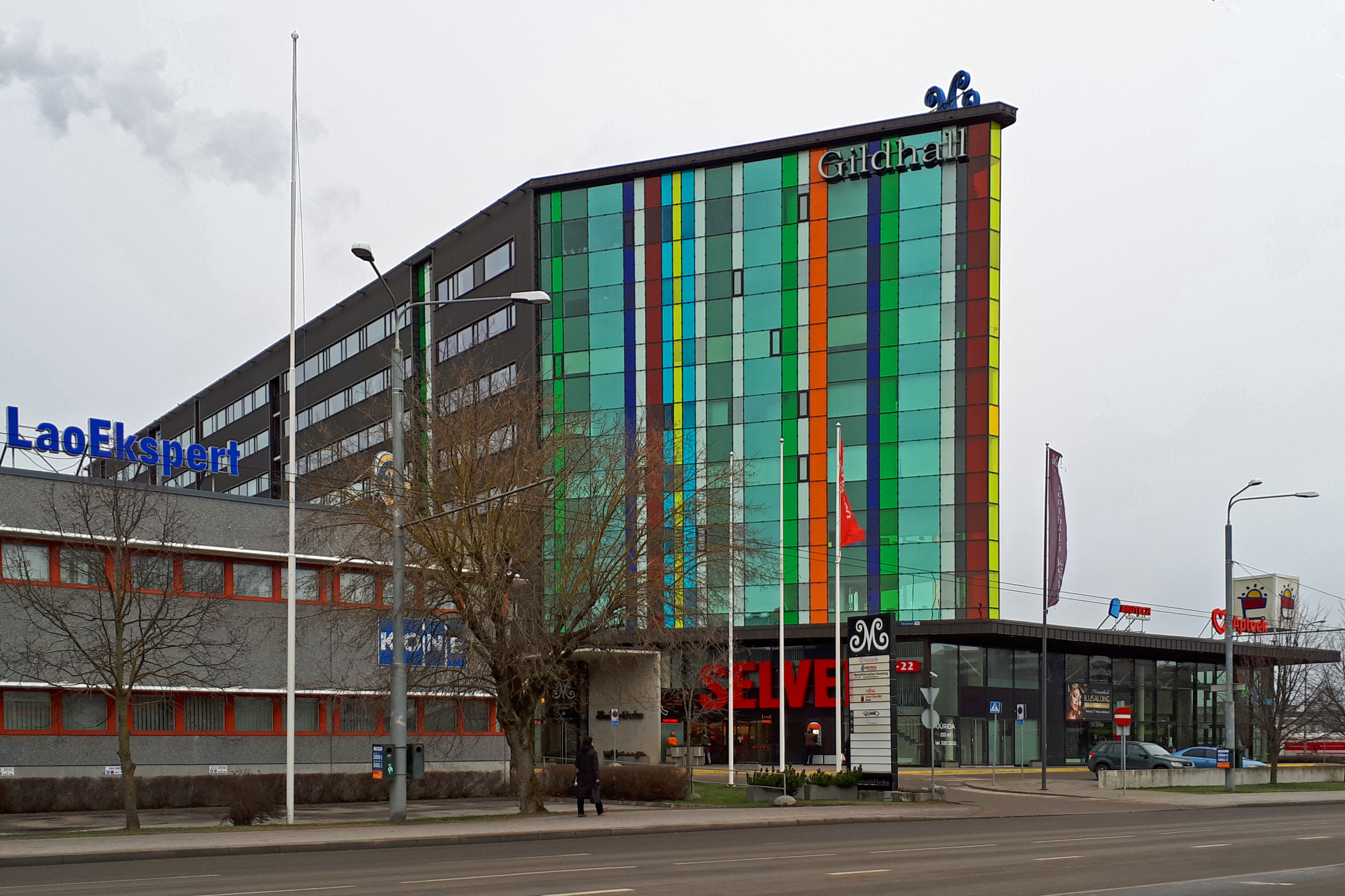
Mustamäe tee.